# Вещерка
Ве́щерка — деревня в Вознесенском районе Нижегородской области. Входит в состав Бахтызинского сельсовета.
Деревня располагается на правом берегу реки Мокши. Соединёна грунтовыми просёлочными дорогами с деревней Малый Майдан Нижегородской области (2 км) и посёлком Нижний Сатис Республики Мордовии (2 км), в 0,5 километрах расположен дом отдыха «Дубки».
Владельцами личных приусадебных хозяйств являются, преимущественно, жители города Саров.
Из всех достояний человечества, как-то: объекты социально-культурного назначения, почти вся сфера жилищно-коммунального хозяйства, предприятия и организации систем здравоохранения, образования, дошкольного воспитания; предприятия и организации, связанные с отдыхом и досугом; розничная торговля, общественное питание, сфера услуг, спортивно-оздоровительные учреждения; пассажирский транспорт по обслуживанию населения; система учреждений, оказывающих услуги правового и финансово-кредитного характера (юридические консультации, нотариальные конторы, сберегательные кассы, банки) и др. — в посёлке полностью отсутствуют. Исключение составляет электроснабжение и сотовая связь.

## История
Название происходит, предположительно, по озеру Вишкерки, что располагается в полу километре южнее, на территории д/о «Дубки».
На карте западной части России 1863 года, под редакцией Шуберта — не отмечена.
На карте Ген. Штаба 1870 года, под редакцией полковника Стрельбицкого — не отмечена.
Исходя из этого, основание деревни произошло, предположительно, в конце XIX века. В начале XX века в деревне уже насчитывалось менее 40 дворов.
Во времена Советской власти, в 1932 году жителями создан колхоз «Искра». После Великой Отечественной войны, колхоз «Искра» включен в состав Суморьевского совхоза. Из-за удалённости от центральной усадьбы, небольшие имевшиеся фермы постепенно ликвидируются. Количество личных подсобных хозяйств начинает сокращаться. Деревня потихоньку умирала. Но в 60-е годы произошло открытие сразу двух домов отдыха для жителей закрытого города Арзамас-75 (ныне Саров): д/о «Прогресс» и д/о «Дубки». Это событие улучшило положение местных жителей и даже был выделен дом, в котором открыли начальную школу(сейчас это жилой дом).